# Halictus mediterranellus
Halictus mediterranellus är en biart som beskrevs av Embrik Strand 1909. Halictus mediterranellus ingår i släktet bandbin, och familjen vägbin. Inga underarter finns listade i Catalogue of Life.